# Utricularia neottioides
Utricularia neottioides  es una especie botánica de pequeña planta carnívora perenne, acuática fijada,  del género Utricularia en la familia de las Lentibulariaceae). 

## Descripción
Es una formadora de matas, briófita, que se fija a las rocas en la zona intermareal.  

## Distribución
Es endémica de Sudamérica: Colombia, Venezuela, Brasil, Bolivia.

## Taxonomía
Utricularia neottioides fue descrita  por A.St.Hil & Girard  y publicado en Comptes Rendus Hebdomadaires des Séances de l'Académie des Sciences 7: 869. 1838.
Etimología
Utricularia: nombre genérico que deriva de la palabra latina utriculus, lo que significa "pequeña botella o frasco de cuero".
neottioides: epíteto
Sinonimia
- Avesicaria neottioides (A.St.-Hil. & Girard) Barnhart
- Utricularia glazioviana Warm. ex Glaz.
- Utricularia herzogii Luetzelb.[4]